# Принц Уельський
Принц Уельський або Принц Валлійський (англ. The Prince of Wales, валл. Tywysog Cymru) — титул чоловіка-спадкоємця англійського престолу, а з 1707 року, після юридичного об'єднання Англії і Шотландії — престолу Великої Британії. Жінка-спадкоємиця престолу не носить титулу «принцеса Уельська» («принцеса Валійська»), його має лише дружина принца.

## Історія титулу
Титул відомий з раннього Середньовіччя, до кінця XIII століття його носили правителі Уельсу — князівства, що розташоване на заході Британії. Останнім незалежним принцом Уельським був Ллівелін ап Гріфід. Наприкінці XIII століття, у зв'язку із завоюванням Уельсу королем Едуардом I і втратою країною незалежності, титул принца Уельського перейшов до англійської корони і став належати спадкоємцеві престолу.
За переказами, Едуард I використав хитрість, щоб добитися домінування англійської корони в Уельсі. Коли він, досягнувши значних воєнних успіхів в цьому краю, зібрав валлійських князів і запропонував їм визнати васальну залежність від Англії, ті як головну умову зажадали, щоб принцом Уельсу був місцевий уродженець, що не знає ні слова англійською. Едуард одразу ж дав урочисту клятву дотриматися цієї умови. Князі ж підписали договір про васальну залежність, після чого Едуард виніс їм свого сина (майбутнього короля Едуарда II), що народився напередодні у валлійському замку Карнарвоні, і вигукнув: «Ось вам принц Уельський, уродженець вашої країни!» Легенда відома з XVI століття. Насправді за часів Едуарда I аристократія в Англії була норманською і розмовляла старофранцузькою мовою, але Едуард II справді народився в Карнарвоні під час кампанії його батька в Уельсі.

## Порядок присвоєння

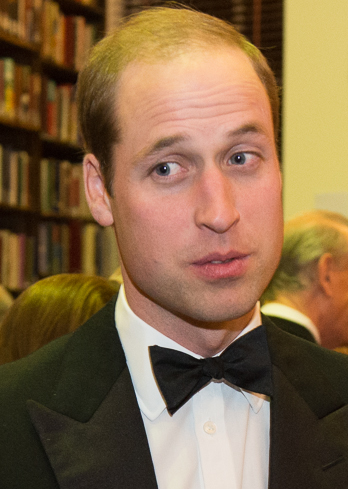
Вільям, принц Уельський

Титул принца Уельського не надається автоматично й не успадковується, його щоразу спеціально надає монарх, зазвичай через кілька місяців або навіть років після того, як спадкоємець набуває відповідного статусу. Кілька старших синів монархів так і не отримали титул принца Уельського перед тим як посісти престол, зокрема, майбутній Генріх VI (його батько Генріх V помер невдовзі після його народження, і він відразу вступив на престол), двоє померлих у дитинстві старших синів Генріха VIII. Ці принци носили лише титул «герцог Корнуольський».
Принц Уельський також проходить формальну інвеституру, під час якої монарх покладає на його голову «Вінець принца Уельського». У разі неповноліття принца інвеституру можуть проводити через кілька років після надання титулу. З 1911 року інвеститура відбувається в тому самому замку Карнарвон в Уельсі, де народився Едуард II; ініціатором проведення церемонії в Уельсі став валлієць Дейвід Ллойд Джордж.
Зазвичай принцами Уельськими стають старші сини монархів, проте двічі цей титул надавали онукам королів (майбутнім Річарду II і Георгу III) після смерті їх батьків. Двічі після смерті принців Уельських (Артура в 1501 році і Генріха в 1612 році) цей титул передавали їх молодшим братам, що потім вступили на престол як Генріх VIII і Карл I відповідно.
Нині у Великій Британії цей титул носить принц Вільям — старший син короля Чарльза III, який є 22-м принцом Уельським. Спадкоємцем престолу він є з моменту смерті Єлизавети II у вересні 2022 р., титул принца Уельського отримав наступного дня після її смерті, коли його батько, король Чарльз III надав йому цей титул.

## Інші титули
Принц Уельський зазвичай також носить другорядний титул графа Честера (англ. Earl of Chester), що надається разом із титулом принца. Крім того, старший син монарха автоматично (з моменту появи на світ у сім'ї чинного монарха або з моменту вступу батька чи матері на престол) отримує англійський титул герцога Корнуольського (англ. Duke of Cornwall), а після англо-шотландської унії 1603 року також і шотландський — герцога Ротсейського (англ. Duke of Rothesay) разом з низкою інших другорядних титулів.

## Аналогічні титули в інших країнах
- Принц Астурійський — Кастилія (Іспанія)
- Принц Жиронський — Арагон
- Принц Португальський — Португалія

- Дофін (дофіна) — у Франції (XIV—XIX ст.)
- Кронпринц (кронпринцеса) — у німецькомовних монархіях (зокрема, в Австрійській та Німецькій імперіях), у сучасних Швеції, Норвегії, Данії
- Цесаревич (цесарівна) — у Російській імперії